# Regierung Matovič
Die slowakische Regierung Matovič unter Ministerpräsident Igor Matovič wurde nach der Nationalratswahl am 29. Februar 2020 als Nachfolgerin der Regierung Pellegrini gebildet. Ihr gehörten vier bürgerlich-konservative, rechtspopulistische und liberale Parteien an: OĽaNO, Sme rodina, Sloboda a Solidarita und Za ľudí. Am 21. März 2020 wurde sie von Staatspräsidentin Zuzana Čaputová vereidigt und trat ihr Amt an.
Beim Amtsantritt der Regierung konnte Außenminister Ivan Korčok (SaS) nicht vereidigt werden, da er bei Ausbruch der Corona-Krise als Botschafter in den USA war und nach seiner Rückkehr in Quarantäne musste. Er wurde vorübergehend von Richard Sulík vertreten.
Gesundheitsminister Marek Krajčí erklärte am 12. März 2021 im Zuge einer Regierungskrise seinen Rücktritt. Hintergrund war ein Streit innerhalb der Regierungskoalition um die Beschaffung des russischen Impfstoffes Sputnik V durch die slowakische Regierung: Nach Medienberichten hatte Ministerpräsident Matovič eine Vereinbarung mit Russland über eine Lieferung von zwei Millionen Impfdosen getroffen, nachdem sich sein Kabinett am Tag zuvor gegen entsprechende Pläne ausgesprochen hatte. Auch andauernde Meinungsunterschiede zwischen Ministerpräsident Matovič und Wirtschaftsminister Sulík sorgten für eine angespannte Lage innerhalb der Regierung, zudem warfen die kleineren Koalitionsparteien SaS und Za ľudí Matovič Selbstherrlichkeit sowie einen unberechenbaren und „unerträglichen“ Regierungsstil vor. Die Regierungskrise wurde indessen dadurch nicht gelöst. Nachdem Matovič am 21. März seinen Rücktritt als Premier für den Fall angeboten hatte, dass sich sein Stellvertreter Richard Sulík aus dem Kabinett zurückzieht, erklärte dieser am 22. März tatsächlich seinen Rücktritt und forderte den Premier auf, nun gemäß seiner Ankündigung zurückzutreten. Weiterhin traten Arbeitsminister Krajčiak und Justizministerin Mária Kolíková von ihren Posten zurück. Am 25. März 2021 haben Außenminister Ivan Korčok und Bildungsminister Branislav Gröhling ihren Rücktritt angekündigt, die SaS war damit nicht mehr im Kabinett vertreten.
Am 28. März 2021 kündigte Ministerpräsident Matovič an, zugunsten von Finanzminister und Parteikollegen Eduard Heger zurückzutreten und im Tausch das Amt des Finanzministers zu übernehmen. Zudem seien Rücktrittsforderungen gegen Minister der Parteien SaS und Za ľudí aufgehoben, während die SaS gleichzeitig die Bereitschaft erklärte, sich wieder an der Regierung zu beteiligen. Die Staatspräsidentin akzeptierte den Rücktritt der Regierung am 30. März 2021 und beauftragte Heger mit der Regierungsbildung. Bis zum Amtsantritt der neuen Regierung am 1. April 2021 blieb die Regierung Matovič kommissarisch im Amt.
| Amt                                                                                  | Bild | Name                              | Partei | Partei                    | Amtsantritt   | Amtsende      |
| ------------------------------------------------------------------------------------ | ---- | --------------------------------- | ------ | ------------------------- | ------------- | ------------- |
| Ministerpräsident                                                                    |      | Igor Matovič                      |        | OĽaNO                     | 21. März 2020 | –             |
| Stellv. Ministerpräsident und Wirtschaftsminister                                    |      | Richard Sulík                     |        | SaS                       | 21. März 2020 | 23. März 2021 |
| Stellv. Ministerpräsident und Wirtschaftsminister                                    |      | Andrej Doležal (kommissarisch)    |        | parteilos, für Sme rodina | 23. März 2021 | –             |
| Stellv. Ministerpräsident und Vorsitzender des Legislativrates                       |      | Štefan Holý                       |        | Sme rodina                | 21. März 2020 | –             |
| Stellv. Ministerpräsidentin und Ministerin für Investitionen und Regionalentwicklung |      | Veronika Remišová                 |        | Za ľudí                   | 21. März 2020 | –             |
| Innenminister                                                                        |      | Roman Mikulec                     |        | OĽaNO                     | 21. März 2020 | –             |
| Finanzminister                                                                       |      | Eduard Heger                      |        | OĽaNO                     | 21. März 2020 | –             |
| Gesundheitsminister                                                                  |      | Marek Krajčí                      |        | OĽaNO                     | 21. März 2020 | 12. März 2021 |
| Gesundheitsminister                                                                  |      | Eduard Heger (kommissarisch)      |        | OĽaNO                     | 12. März 2021 | -             |
| Verteidigungsminister                                                                |      | Jaroslav Naď                      |        | OĽaNO                     | 21. März 2020 | –             |
| Minister für Landwirtschaft und ländliche Entwicklung                                |      | Ján Mičovský                      |        | OĽaNO                     | 21. März 2020 | –             |
| Umweltminister                                                                       |      | Ján Budaj                         |        | OĽaNO                     | 21. März 2020 | –             |
| Kulturministerin                                                                     |      | Natália Milanová                  |        | OĽaNO                     | 21. März 2020 | –             |
| Verkehrsminister                                                                     |      | Andrej Doležal                    |        | parteilos, für Sme rodina | 21. März 2020 | –             |
| Minister für Arbeit, Soziales und Familie                                            |      | Milan Krajniak                    |        | Sme rodina                | 21. März 2020 | 17. März 2021 |
| Minister für Arbeit, Soziales und Familie                                            |      | Andrej Doležal (kommissarisch)    |        | parteilos, für Sme rodina | 17. März 2021 | –             |
| Minister für Äußeres und europäische Angelegenheiten                                 |      | Richard Sulík (kommissarisch)     |        | SaS                       | 21. März 2020 | 8. April 2020 |
| Minister für Äußeres und europäische Angelegenheiten                                 |      | Ivan Korčok                       |        | parteilos, für SaS        | 8. April 2020 | 25. März 2021 |
| Minister für Äußeres und europäische Angelegenheiten                                 |      | Jaroslav Naď (kommissarisch)      |        | OĽaNO                     | 25. März 2021 | –             |
| Minister für Bildung, Wissenschaft, Forschung und Sport                              |      | Branislav Gröhling                |        | SaS                       | 21. März 2020 | 25. März 2021 |
| Minister für Bildung, Wissenschaft, Forschung und Sport                              |      | Eduard Heger (kommissarisch)      |        | OĽaNO                     | 25. März 2021 | -             |
| Ministerin für Justiz                                                                |      | Mária Kolíková                    |        | Za ľudí                   | 21. März 2020 | 23. März 2021 |
| Ministerin für Justiz                                                                |      | Veronika Remišová (kommissarisch) |        | Za ľudí                   | 23. März 2021 | –             |